# Svalbard
El archipiélago Svalbard es un archipiélago situado en el mar Glacial Ártico, al norte del continente europeo, que forma parte del Reino de Noruega. Consiste en un grupo de islas comprendido entre los paralelos 74° y 81° N y los meridianos 10° a 35° este; forman la parte más septentrional de Noruega. Solamente tres de las islas están habitadas: Spitsbergen, Bjørnøya y Hopen. El poblado más grande es Longyearbyen. Antiguamente se le conocía como Spitzberg por la isla mayor.
Svalbard, al igual que Jan Mayen, es "parte del Reino de Noruega", aunque no está asignada a ningún condado en particular.
El Tratado de Svalbard de 1920 reconoce la soberanía noruega sobre Svalbard y el Acta de Svalbard de 1925 hace a Svalbard parte de este país. El documento de 1920, del que son parte entre otros, más de veinte Estados miembros de la Unión Europea (UE), otorga a todas las partes un acceso equitativo y no discriminatorio a los recursos de las aguas que rodean Svalbard, por lo que respecta a la pesca de todas las especies que se explotan comercialmente. El área está fuera del espacio Schengen, la llamada "zona de libre movimiento" de la UE.
En las islas Svalbard encuentran su hábitat especies emblemáticas del Ártico como la beluga, el oso polar y la morsa. El Banco Mundial de Semillas de Svalbard es un almacén subterráneo de semillas de miles de plantas de cultivo de todo el mundo, situado en la isla de Spitsbergen, cerca de Longyearbyen.
No existen carreteras que unan las diferentes colonias de la isla. Los medios de transporte son barco, avión, helicóptero y motonieve. En la ciudad de Longyearbyen está prohibido enterrar a los difuntos debido al permafrost, ya que este provoca que se preserven los virus. En consecuencia, cuando una persona fallece aquí, la opción es cremarlo y guardarlo en una urna del cementerio local.
Aunque no tiene relación administrativa con la isla Jan Mayen, es considerada como parte de un único territorio llamado «Svalbard y Jan Mayen» según la ISO 3166-1, principalmente para fines estadísticos. Así, ambos territorios comparten un dominio de internet propio (.sj), código de datos (JN) y prefijo de radio (JX), entre otros.

## Toponimia
Oficialmente, la isla principal del archipiélago fue descubierta por Willem Barents en 1596, quien la bautizó con el nombre de Spitsbergen, del neerlandés “montañas afiladas”, en referencia a las montañas que vistas desde el mar parecían flotar. Desde 1920 se utilizará el nombre de Svalbard, “costa fría” en noruego antiguo, para todo el archipiélago.
La isla más extensa se llama Spitzbergen (en alemán: montañas en pico, picudas), nombre muy popularizado pero utilizado inadecuadamente para referirse a todo el archipiélago.

## Historia
| Nombre (año de abandono) | Isla              | País         | Pob.  |
| ------------------------ | ----------------- | ------------ | ----- |
| Advent City (1906)       | Spitzberg         | Noruega      | -     |
| Barentsburg              | Spitzberg         | Rusia        | 490   |
| Base Río Amarillo        | Spitzberg         | China        | 4     |
| Bjørnøya                 | Isla del Oso      | Noruega      | 9     |
| Colesbukta (1972)        | Spitzberg         | Rusia        | -     |
| Engelsbukta (1655)       | Spitzberg         | Reino Unido  | -     |
| Gåshamna (1655)          |                   | Reino Unido  | -     |
| Gravneset (1625)         |                   | Reino Unido  | -     |
| Grumant (1961)           | Spitzberg         | Rusia        | -     |
| Hopen                    | Hopen             | Noruega      | 4     |
| Hornsund                 | Spitzberg         | Polonia      | 11    |
| Isfjord radio            | Spitzberg         | Noruega      | 8     |
| Kobbefjorden (1650)      |                   | Dinamarca    | -     |
| Lægerneset (1650)        | Spitzberg         | Países Bajos | -     |
| Longyearbyen             | Spitzberg         | Noruega      | 2.075 |
| Ny-Ålesund               | Spitzberg         | Noruega      | 35    |
| Rekvedbukta (1700)       |                   | Francia      | -     |
| Pyramiden (2000)         | Spitzberg         | Rusia        | -     |
| Smeerenburg (1650)       | Isla de Ámsterdam | Países Bajos | -     |
| Sveagruva                | Spitzberg         | Noruega      | 220   |
| Virgohamna (1650)        |                   | Países Bajos | -     |
| Ytre Norskøya (1690)     | Spitzberg         | Países Bajos | -     |

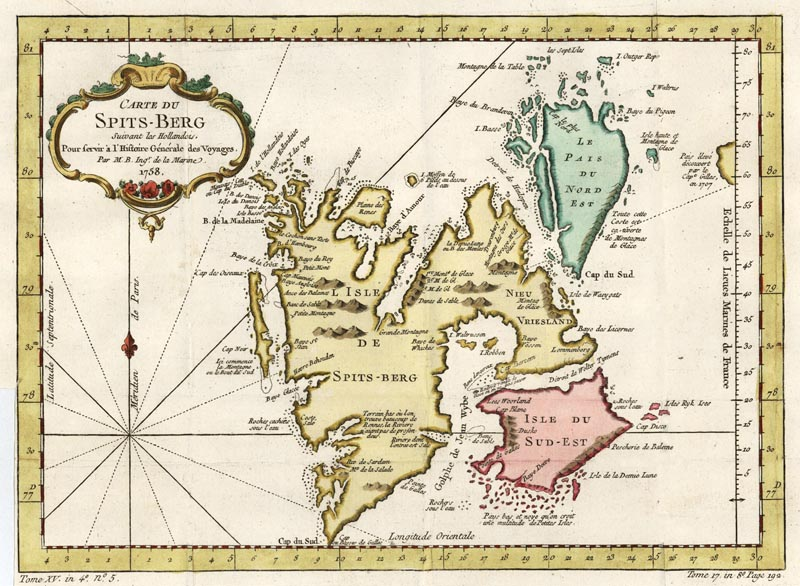
Mapa de 1758 del archipiélago.

Existen relatos tradicionales escandinavos de una tierra conocida como Svalbarð - literalmente "orilla fría" - pero también pudo ser Jan Mayen o la costa este de Groenlandia. Fue el neerlandés Willem Barents quien la descubrió después en 1596. Durante los siglos XVII y XVIII, las islas sirvieron como base ballenera de neerlandeses, españoles y británicos y también se establecieron en ellas las bases operativas de muchas de las expediciones árticas.

### Bajo soberanía noruega
En 1920, aprovechando la coyuntura del período de entreguerras y el hecho de ser un país neutral, Noruega consiguió la soberanía sobre el archipiélago mediante el “Tratado de Svalbard”, por el cual, y pese a formar parte del Reino de Noruega, se otorgaron excepciones a las islas numerosas en lo que se refiere a autogobierno, conservación, explotación, impuestos, y migración.
El 8 de septiembre de 1941, durante la Segunda Guerra Mundial, tropas noruegas, británicas y canadienses desembarcaron en las islas. Los británicos se retiraron dos días después, tras destruir las instalaciones mineras e infraestructuras. Posteriormente, en una operación secreta, un destacamento de observación meteorológica de la Wehrmacht, ejército de la Alemania nazi, se instaló en el norte de Spitzbergen. Tras ofrecer importantes servicios, finalmente sería el último en rendirse durante esta guerra, meses después de la capitulación alemana de mayo de 1945.
La cartografía geológica del archipiélago fue dirigida por los equipos de Cambridge y otras universidades, encabezados principalmente por W. Brian Harland, desde la década de 1940 hasta 1980.
El 27 de febrero de 2008 se inauguró oficialmente el "Banco Internacional de Semillas de Svalbard” financiado por Noruega; también llamada "El Arca de Noé vegetal" o "el banco semillero del día del juicio final". Consiste en una bóveda para preservar millones de semillas de los principales cultivos, ante ataques, cambio climático, etc.; el envío se realizó desde más de 100 países y el resguardo es totalmente gratuito.

## Gobierno y Política
Según los términos del Tratado de Svalbard de 9 de febrero de 1920, la diplomacia internacional reconocía la soberanía noruega. Noruega tomó la administración de Svalbard en 1925. Sin embargo, según el Tratado, ciudadanos de otros países tenían derecho a explotar los depósitos minerales y otros recursos naturales "en pie de absoluta igualdad". 
Como resultado, un asentamiento ruso permanente y más o menos autónomo fue creciendo en Barentsburg. Otro asentamiento ruso en Pyramiden se abandonó en 1998. En algún tiempo, la población rusa (o soviética) de Svalbard superaba considerablemente la población noruega, aunque esto ya no es así. En el pasado han explotado los recursos de la isla compañías de Estados Unidos, Reino Unido, Alemania, Suecia y los Países Bajos.
Svalbard no se rige por las políticas migratorias de Noruega y no expide visados ni permisos de residencia por sí misma. Los extranjeros no necesitan visado ni permisos de trabajo y residencia de las autoridades noruegas para viajar a Svalbard. Sin embargo, los ciudadanos extranjeros con obligación de visado para el espacio Schengen deben tener un visado Schengen cuando viajan hacia y desde Svalbard a través de la Noruega continental.
La Ley de Svalbard estableció la institución del Gobernador de Svalbard (en noruego: Sysselmester, antes Sysselmannen), que ostenta la responsabilidad tanto de gobernador del condado como de jefe de policía, además de ostentar otras competencias otorgadas desde el poder ejecutivo. Entre sus funciones se incluyen la política medioambiental, el derecho de familia, la aplicación de la ley, la búsqueda y salvamento, la gestión del turismo, los servicios de información, el contacto con asentamientos extranjeros y la judicatura en algunas áreas de investigaciones marítimas y exámenes judiciales, aunque nunca en los mismos casos en que actúa como policía. Desde 2021, Lars Fause es el gobernador. La institución está subordinada al Ministerio de Justicia y Policía, pero depende de otros ministerios en asuntos de su competencia.
Desde 2002, el Consejo Comunitario de Longyearbyen tiene muchas de las mismas responsabilidades que un municipio, incluidos los servicios públicos, la educación, las instalaciones culturales, el cuerpo de bomberos, las carreteras y los puertos. No dispone de servicios de asistencia ni de enfermería, ni de ayudas sociales. Los residentes noruegos conservan los derechos de pensión y asistencia médica a través de sus municipios continentales. El hospital forma parte del Hospital Universitario del Norte de Noruega, mientras que el aeropuerto está gestionado por la empresa estatal Avinor. Ny-Ålesund y Barentsburg siguen siendo ciudades-empresa con todas las infraestructuras propiedad de Kings Bay y Arktikugol. Otras oficinas públicas con presencia en Svalbard son la Dirección Noruega de Minería, el Instituto Polar Noruego, la Administración Tributaria Noruega y la Iglesia Evangélica Luterana de Noruega. Svalbard está subordinada al Tribunal de Distrito de Nord-Troms y al Tribunal de Apelación de Hålogaland, ambos en Tromsø.
Aunque Noruega forma parte del Espacio Económico Europeo (EEE) y del Acuerdo de Schengen, Svalbard no forma parte del Espacio Schengen ni del EEE. Las autoridades noruegas no exigen una visa para visitar Svalbard, pero como la mayoría de las conexiones de transporte conectan Svalbard con Noruega continental, los extranjeros con requisitos de visa para Noruega/el área Schengen necesitarán una visa válida para viajar a través del área Schengen. Las personas sin fuente de ingresos pueden ser rechazadas por el gobernador.
No se exige visado ni permiso de residencia en Svalbard. Independientemente de la ciudadanía, las personas pueden vivir y trabajar en Svalbard indefinidamente. El Tratado de Svalbard concede a los nacionales con tratado el mismo derecho de residencia que a los nacionales noruegos. Hasta ahora, también se ha admitido sin visado a los ciudadanos que no son nacionales del tratado. Aunque no hay obligación de visado, todo el mundo debe cumplir ciertos requisitos para permanecer en Svalbard. Estos requisitos se rigen por una normativa independiente denominada "Normativa relativa al rechazo y expulsión de personas de Svalbard". Entre los requisitos está que los residentes deben disponer de medios para poder residir en Svalbard. Estos requisitos se aplican tanto a extranjeros como a ciudadanos noruegos, y el gobernador de Svalbard puede rechazar a las personas que no cumplan los requisitos Rusia mantiene un consulado en Barentsburg.
En septiembre de 2010, Rusia y Noruega firmaron un tratado que fija la frontera entre el archipiélago de Svalbard y el de Novaya Zemlya. El aumento del interés por la exploración petrolífera en el Ártico suscitó el interés por una resolución de la disputa. El acuerdo tiene en cuenta las posiciones relativas de los archipiélagos, en lugar de basarse simplemente en la extensión hacia el norte de la frontera continental de Noruega y Rusia.

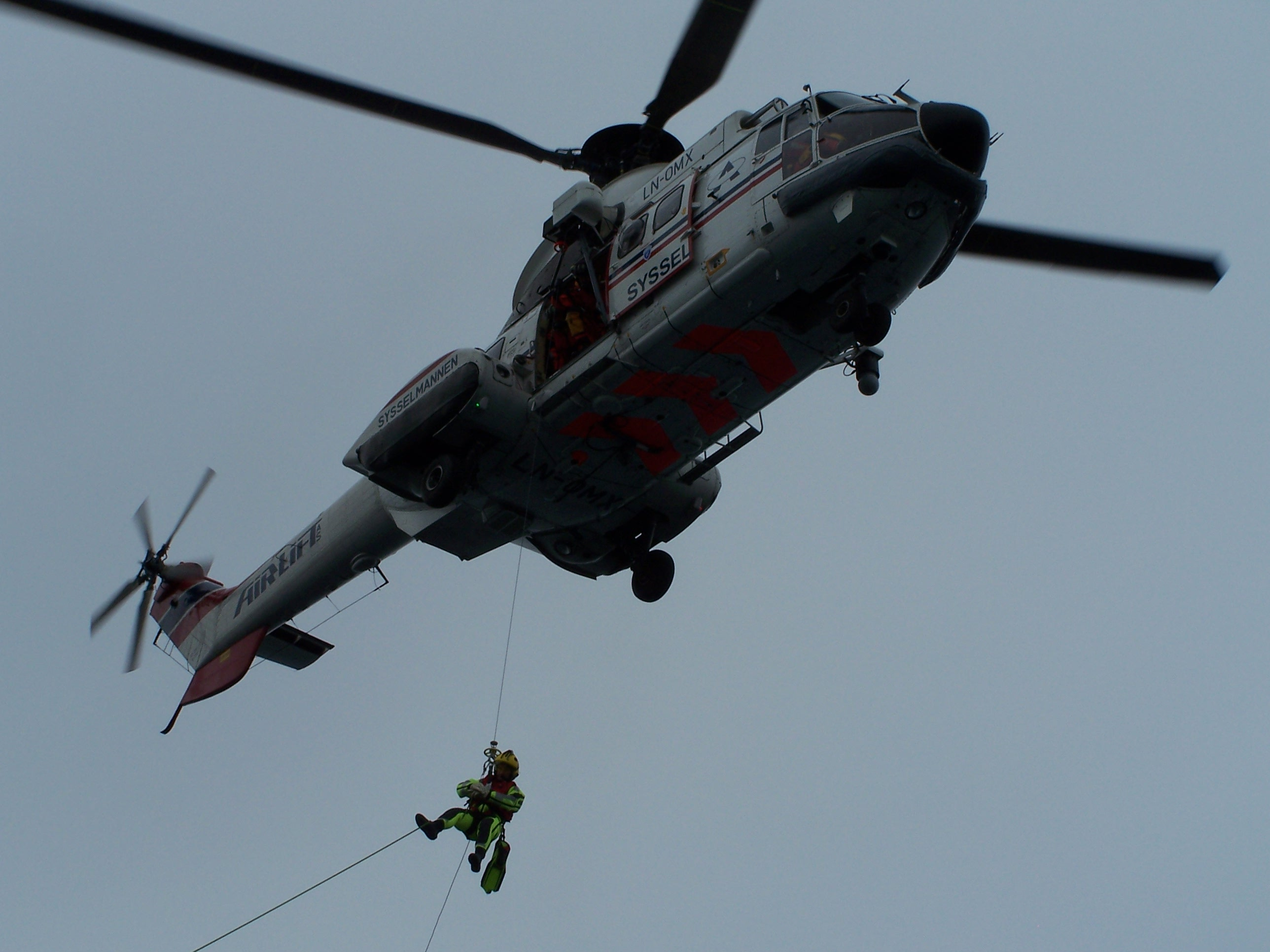
Un helicóptero noruego Super Puma en Svalbard

### Defensa
Svalbard constituye una zona desmilitarizada, ya que el tratado prohíbe el establecimiento de instalaciones militares en las islas. Sin embargo, dado que el tratado reconoce a Noruega como la potencia soberana del archipiélago, el país reclama derechos exclusivos en la zona marítima que rodea las islas; derechos que, según Noruega, permiten a la Guardia Costera noruega llevar a cabo actividades de vigilancia y control pesquero y marítimo en estas aguas. Otras partes del tratado (entre ellas España, Islandia y, en particular, Rusia) sostienen que el tratado les otorga amplios derechos más allá de las aguas territoriales de Svalbard. Noruega reclama una zona económica exclusiva de más de tres cuartos de millón de kilómetros cuadrados alrededor de Svalbard, aunque «Rusia no reconoce los derechos funcionales de Noruega con respecto a la zona de protección pesquera de Svalbard».
En la década de 2020, con el fin de reforzar la capacidad de Noruega para hacer valer sus reivindicaciones en torno al archipiélago, la Guardia Costera noruega se embarcó en un importante programa de modernización. A partir de 2023, la Guardia Costera sustituirá sus antiguos buques patrulleros de alta mar de la clase Nordkapp por buques significativamente más grandes y aptos para navegar entre hielos, cada uno con un desplazamiento de poco menos de 10 000 toneladas. Los tres nuevos buques patrulleros de alta mar de la clase Jan Mayen están armados con un cañón principal de 57 mm (2,2 pulgadas) y pueden operar hasta dos helicópteros de tamaño medio. Los buques tienen una velocidad máxima de 22 nudos (41 km/h; 25 mph), una autonomía de más de 60 días y una tripulación de hasta 100 personas. El primer buque, el KV Jan Mayen, se entregó a principios de 2023. Estos buques complementarán al NoCGV Svalbard, que presta servicio principalmente en Svalbard y las aguas circundantes. En 2023, Noruega también anunció la adquisición de seis helicópteros MH-60R que se desplegarán inicialmente con la Guardia Costera, aunque también estarán preparados para operaciones antisubmarinas. La Armada Real Noruega patrulla las aguas del archipiélago de Svalbard al menos una vez al año con una fragata de la clase Fridtjof Nansen.
La flota de Boeing P-8 Poseidon de la Fuerza Aérea Real Noruega, estacionada en la base aérea de Evenes, en el continente, tiene capacidad para vigilar el archipiélago de Svalbard como parte de la vigilancia del mar de Barents. Los F-35 de la Real Fuerza Aérea Noruega estacionados en la base aérea de Evenes tienen alcance para patrullar partes del archipiélago de Svalbard, y también podrían estacionarse más al norte, en la base aérea de Banak, si se considera necesario.
Con la invasión rusa de Ucrania en 2022, las tensiones en el Ártico han aumentado. En enero de 2022, un cable submarino de telecomunicaciones que conectaba Svalbard con la Noruega continental resultó dañado. Las sospechas noruegas recayeron sobre un barco pesquero ruso, ya que era el único buque que se encontraba en la zona en ese momento. No obstante, la investigación se consideró inconclusa. En 2022, Rusia anunció nuevos planes de inversión para apoyar su presencia en Barentsburg y Pyramiden.

## Geografía

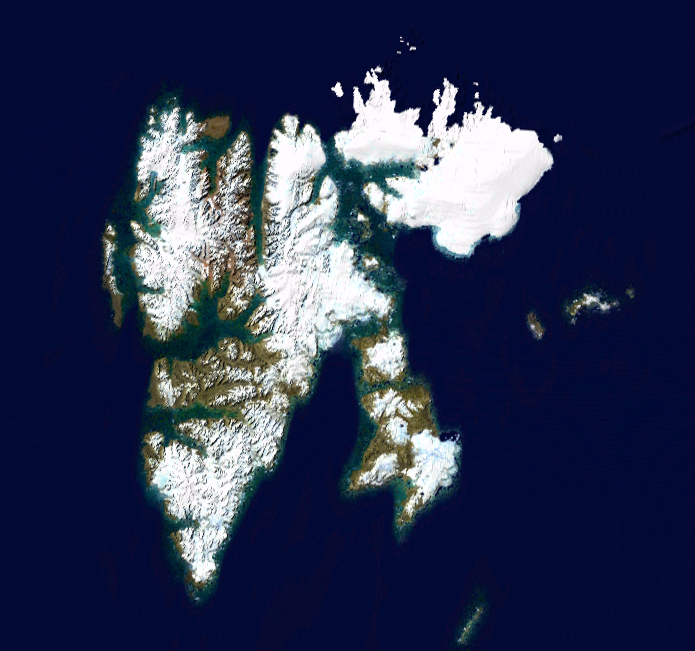
Foto satelital de Svalbard.

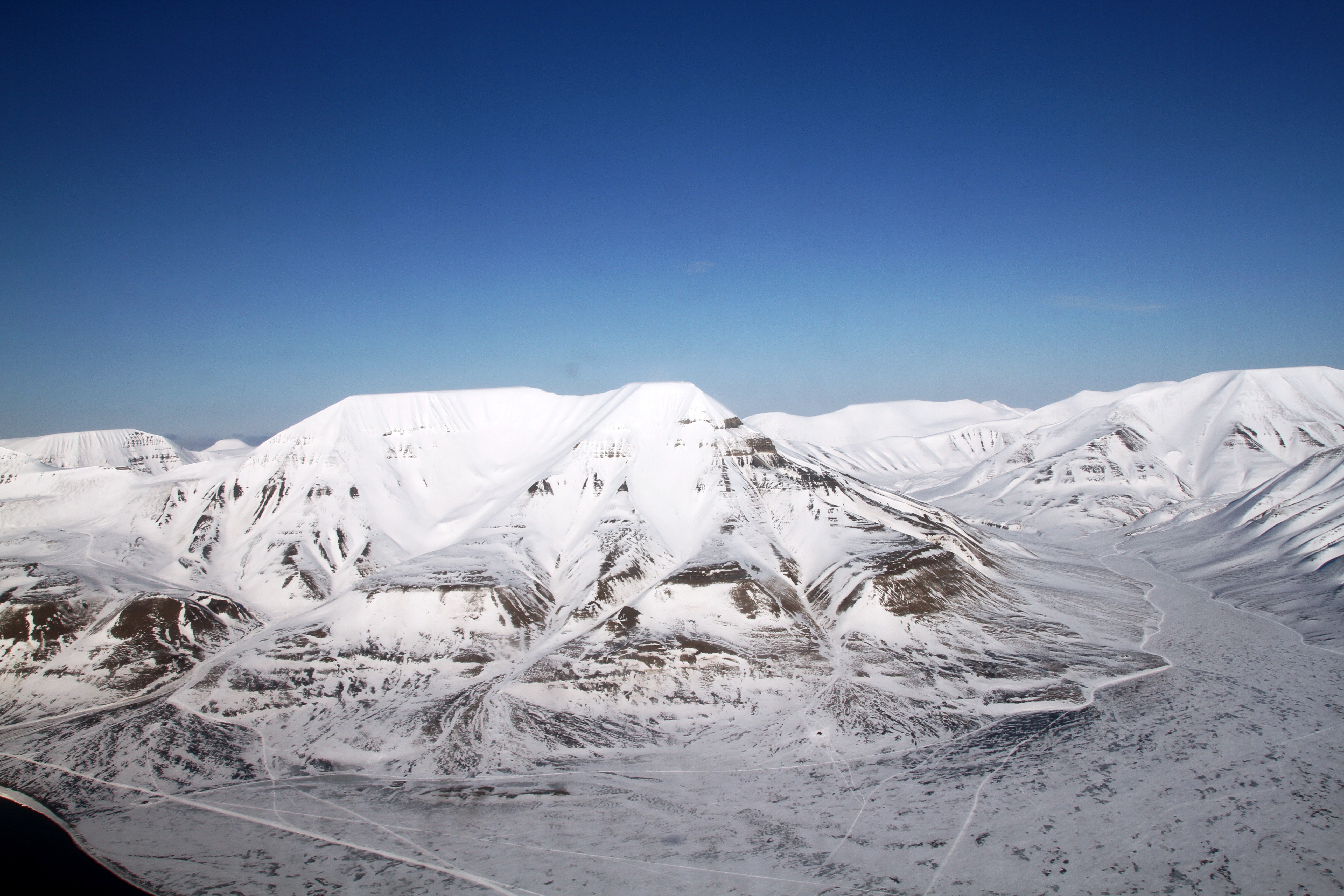
Este de Longyearbyen.

Las islas que forman el archipiélago cubren una superficie de 62 045 km². Dominan tres grandes islas: Spitsbergen (39 000 km²), Nordaustlandet (14 600 km²) y Edgeøya (5000 km²). Otras de importancia son: Barentsøya, Lågøya, Hopen, Danskøya, Kvitøya, Wilhelmøya,
El 60 % de Svalbard está cubierta por glaciares y extensiones nevadas. Sin embargo, la corriente del Atlántico norte atempera el clima ártico manteniendo las aguas limpias y navegables durante la mayor parte del año. Svalbard se sitúa al norte del círculo polar ártico y en Longyearbyen, el sol de medianoche dura desde el 20 de abril hasta el 23 de agosto y la oscuridad perpetua desde el 26 de octubre hasta el 15 de febrero.
Las islas también sirven como zona de cría para el "ganso" barnacla Branta leucopsis y una gran variedad de diferentes aves. Cuatro especies de mamíferos habitan el archipiélago: el ratón de campo de Svalbard Microtus epiroticus, el zorro ártico, el reno de Svalbard (una subespecie distintiva) y los osos polares.
El hielo glaciar cubre 36.502 km² (14.094 millas cuadradas) el 30% es roca estéril mientras que el 10% está vegetado. El glaciar más grande es Austfonna (8.412 km² o 3.248 millas cuadradas) en Nordaustlandet, seguido por Olav V y Vestfonna. Durante el verano, es posible esquiar desde Sørkapp, en el sur, hasta el norte de Spitsbergen, sin que la nieve o el glaciar cubran una distancia corta. Kvitøya está cubierto en un 99,3% por un glaciar.
La parte terrestre de Svalbard fue creada a través de repetidas eras de hielo, cuando los glaciares cortaron la antigua meseta en fiordos, valles y montañas. El pico más alto es Newtontoppen (1.717 m o 5.633 pies), seguido por Perriertoppen (1.712 m o 5.617 pies), Ceresfjellet (1.675 m o 5.495 pies), Chadwickryggen (1.640 m o 5.380 pies), y Galileotoppen (1.637 m o 5.371 pies). El fiordo más largo es Wijdefjorden (108 km o 67 millas), seguido por Isfjorden (107 km o 66 millas), Van Mijenfjorden (83 km o 52 millas), Woodfjorden (64 km o 40 millas), y Wahlenbergfjorden (46 km o 29 millas) Svalbard es parte de la Gran Provincia Ígnea del Alto Ártico, y experimentó el terremoto más fuerte de Noruega el 6 de marzo de 2009, que alcanzó una magnitud de 6,5.

### Clima
El clima de Svalbard está clasificado dentro del grupo correspondiente a latitudes altas regulado por masas de aires polares y árticas, con gran influjo de las corrientes atmosféricas y marítimas del Atlántico norte y del sur del océano Glaciar Ártico. Dentro de la comúnmente usada clasificación climática de Köppen-Geiger, se trataría de un clima de tundra polar de tipo ET, característico de latitudes por encima del círculo polar ártico, con sólo tres meses (junio, julio y agosto) del verano septentrional con temperaturas medias por encima de 0 °C, que en el caso de Svalbard no superan nunca de media los 5 °C. Pese a la gran cantidad de insolación presente cuando el sol está siempre por encima del horizonte desde mayo a agosto, coincidiendo con el solsticio de verano, el influjo marítimo constante se deja sentir en unas temperaturas frescas, en lluvias y mal tiempo constantes. Las precipitaciones, aunque no son especialmente abundantes, como suele suceder en los climas árticos, si son bastante regulares y se distribuyen de una manera uniforme a lo largo del todo el año, tanto en cantidad como en la regularidad característica de ausencia de tormentas, aunque se aprecia un mínimo, poco marcado, a finales de la primavera ártica. Las más abundantes, habitualmente en forma de nieve, se distribuyen a comienzos de la primavera y en pleno verano, estas últimas más frecuentes en forma de lluvia. En invierno las precipitaciones son muy frecuentes, con más de 20 días de nevadas al mes. El influjo marítimo, pese a la elevada latitud, determina que sólo tres meses al año se alcancen temperaturas medias por debajo de 15 °C bajo cero. Con todo, al tratarse de un clima ET característico, la vegetación es de tundra, con suelos fundamentalmente arcillosos, limosos y de turba con permafrost constante y solifluxión, sujetos a deshielos y congelaciones superficiales permanentes.
| Parámetros climáticos promedio de Longyearbyen, Svalbard, Noruega | Parámetros climáticos promedio de Longyearbyen, Svalbard, Noruega | Parámetros climáticos promedio de Longyearbyen, Svalbard, Noruega | Parámetros climáticos promedio de Longyearbyen, Svalbard, Noruega | Parámetros climáticos promedio de Longyearbyen, Svalbard, Noruega | Parámetros climáticos promedio de Longyearbyen, Svalbard, Noruega | Parámetros climáticos promedio de Longyearbyen, Svalbard, Noruega | Parámetros climáticos promedio de Longyearbyen, Svalbard, Noruega | Parámetros climáticos promedio de Longyearbyen, Svalbard, Noruega | Parámetros climáticos promedio de Longyearbyen, Svalbard, Noruega | Parámetros climáticos promedio de Longyearbyen, Svalbard, Noruega | Parámetros climáticos promedio de Longyearbyen, Svalbard, Noruega | Parámetros climáticos promedio de Longyearbyen, Svalbard, Noruega | Parámetros climáticos promedio de Longyearbyen, Svalbard, Noruega |
| Mes                                                               | Ene.                                                              | Feb.                                                              | Mar.                                                              | Abr.                                                              | May.                                                              | Jun.                                                              | Jul.                                                              | Ago.                                                              | Sep.                                                              | Oct.                                                              | Nov.                                                              | Dic.                                                              | Anual                                                             |
| ----------------------------------------------------------------- | ----------------------------------------------------------------- | ----------------------------------------------------------------- | ----------------------------------------------------------------- | ----------------------------------------------------------------- | ----------------------------------------------------------------- | ----------------------------------------------------------------- | ----------------------------------------------------------------- | ----------------------------------------------------------------- | ----------------------------------------------------------------- | ----------------------------------------------------------------- | ----------------------------------------------------------------- | ----------------------------------------------------------------- | ----------------------------------------------------------------- |
| Temp. máx. abs. (°C)                                              | 7.7                                                               | 6                                                                 | 6.3                                                               | 7.5                                                               | 10.6                                                              | 15.7                                                              | 21.3                                                              | 18.1                                                              | 15.2                                                              | 8.9                                                               | 7.5                                                               | 7.2                                                               | 21.3                                                              |
| Temp. máx. media (°C)                                             | -13.0                                                             | -13.0                                                             | -13.0                                                             | -9.0                                                              | -3.0                                                              | 3.0                                                               | 7.0                                                               | 6.0                                                               | 1.0                                                               | -4.0                                                              | -8.0                                                              | -11.0                                                             | -4.8                                                              |
| Temp. media (°C)                                                  | -16.5                                                             | -17                                                               | -16.5                                                             | -12.5                                                             | -5                                                                | 1                                                                 | 5                                                                 | 4                                                                 | -1                                                                | -6.5                                                              | -11                                                               | -14.5                                                             | -7.5                                                              |
| Temp. mín. media (°C)                                             | -20.0                                                             | -21.0                                                             | -20.0                                                             | -16.0                                                             | -7.0                                                              | -1.0                                                              | 3.0                                                               | 2.0                                                               | -3.0                                                              | -9.0                                                              | -14.0                                                             | -18.0                                                             | -10.3                                                             |
| Temp. mín. abs. (°C)                                              | -38.8                                                             | -43.7                                                             | -46.3                                                             | -39.1                                                             | -21.7                                                             | -8.4                                                              | 0.2                                                               | -3.9                                                              | -12.6                                                             | -20.8                                                             | -33.2                                                             | -35.6                                                             | -46.3                                                             |
| Precipitación total (mm)                                          | 22.0                                                              | 28.0                                                              | 29.0                                                              | 16.0                                                              | 13.0                                                              | 18.0                                                              | 24.0                                                              | 30.0                                                              | 25.0                                                              | 19.0                                                              | 22.0                                                              | 25.0                                                              | 271                                                               |
| Días de lluvias (≥ 1 mm)                                          | 2                                                                 | 2                                                                 | 2                                                                 | 3                                                                 | 4                                                                 | 13                                                                | 17                                                                | 18                                                                | 14                                                                | 5                                                                 | 3                                                                 | 3                                                                 | 86                                                                |
| Días de nevadas (≥ 1 cm)                                          | 21                                                                | 17                                                                | 19                                                                | 17                                                                | 16                                                                | 7                                                                 | 1                                                                 | 2                                                                 | 11                                                                | 21                                                                | 22                                                                | 22                                                                | 176                                                               |
| Horas de sol                                                      | 0.0                                                               | 0.0                                                               | 77.5                                                              | 228                                                               | 254.2                                                             | 165                                                               | 155                                                               | 133.3                                                             | 75                                                                | 12.4                                                              | 0.0                                                               | 0.0                                                               | 1102                                                              |
| Fuente: Climate and daylight in Svalbard (Longyearbyen)           |                                                                   |                                                                   |                                                                   |                                                                   |                                                                   |                                                                   |                                                                   |                                                                   |                                                                   |                                                                   |                                                                   |                                                                   |                                                                   |

### Efectos del calentamiento global
El calentamiento global ha provocado cambios climáticos notables en Svalbard. Entre 1970 y 2020, la temperatura media en Svalbard aumentó 4 grados Celsius y en los meses de invierno 7 grados. El 25 de julio de 2020, se midió una nueva temperatura récord de 21,7 grados Celsius para el archipiélago de Svalbard, que también es la temperatura más alta jamás registrada en la parte europea del Ártico; Además, se midieron temperaturas de más de 20 grados cuatro días seguidos en julio de 2020. Al igual que en grandes partes del Ártico, la peligrosa retroalimentación del albedo del hielo también se puede notar en Svalbard: debido al derretimiento sustancial del hielo, las superficies de hielo se transforman en aguas abiertas, cuya superficie más oscura absorbe más energía solar en lugar de reflejarla; como resultado, estas aguas se calientan y más hielo en el área se derrite cada vez más rápido, creando más aguas abiertas. Se espera un aumento de temperatura de entre 7 y 10 grados en Svalbard para finales de siglo.

## Demografía

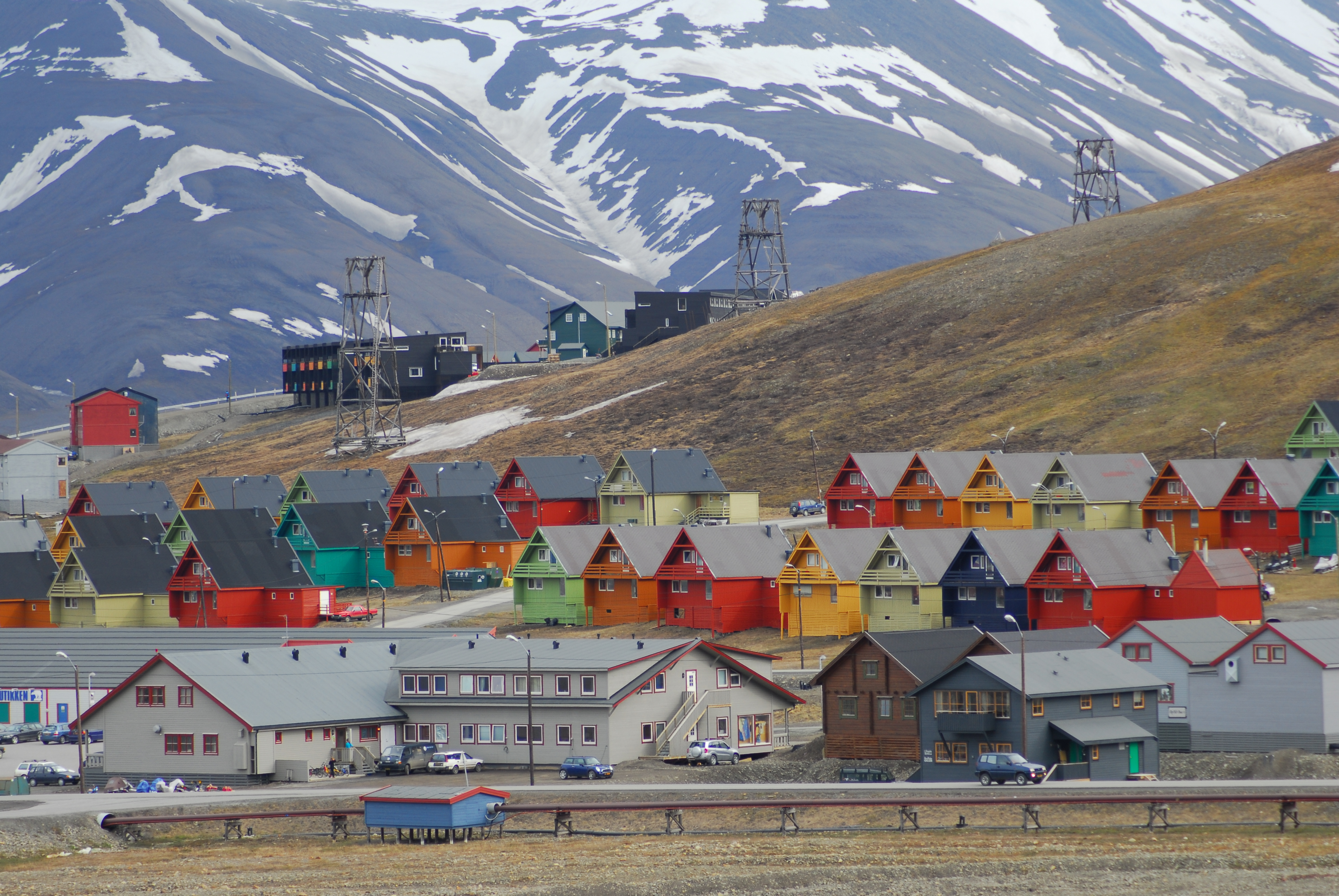
Longyearbyen es la principal localidad.

En 2012, Svalbard tenía una población estimada en 2.642 habitantes, de los cuales 439 eran rusos y ucranianos, diez polacos y 322 de otras nacionalidades viviendo en asentamientos noruegos. En 2005, los grupos más importantes en Longyearbyen eran los de Tailandia, Suecia, Dinamarca, Rusia y Alemania. Svalbard se encuentra entre los lugares más seguros del planeta, pues prácticamente no hay crimen.
El idioma más hablado es el noruego, si bien las minorías usan sus propias lenguas, entre las que destaca el ruso.
Longyearbyen es el asentamiento más grande del archipiélago, la sede del gobernador y el único pueblo incorporado. La localidad cuenta con un hospital, escuelas primarias y secundarias, universidad, centro de deportes con una piscina, biblioteca, centro de cultura, un cine, transporte de autobús, hoteles, un banco, y varios museos. Aquí se publica semanalmente el periódico Svalbardposten. Solo una pequeña parte de la actividad minera permanece en Longyearbyen. En su lugar, los trabajadores viajan a Sveagruva (o Svea) donde Store Norske opera una mina. Sveagruva es un pueblo dormitorio, donde los trabajadores de Longyearbyen pernoctan cada semana.

## Fauna

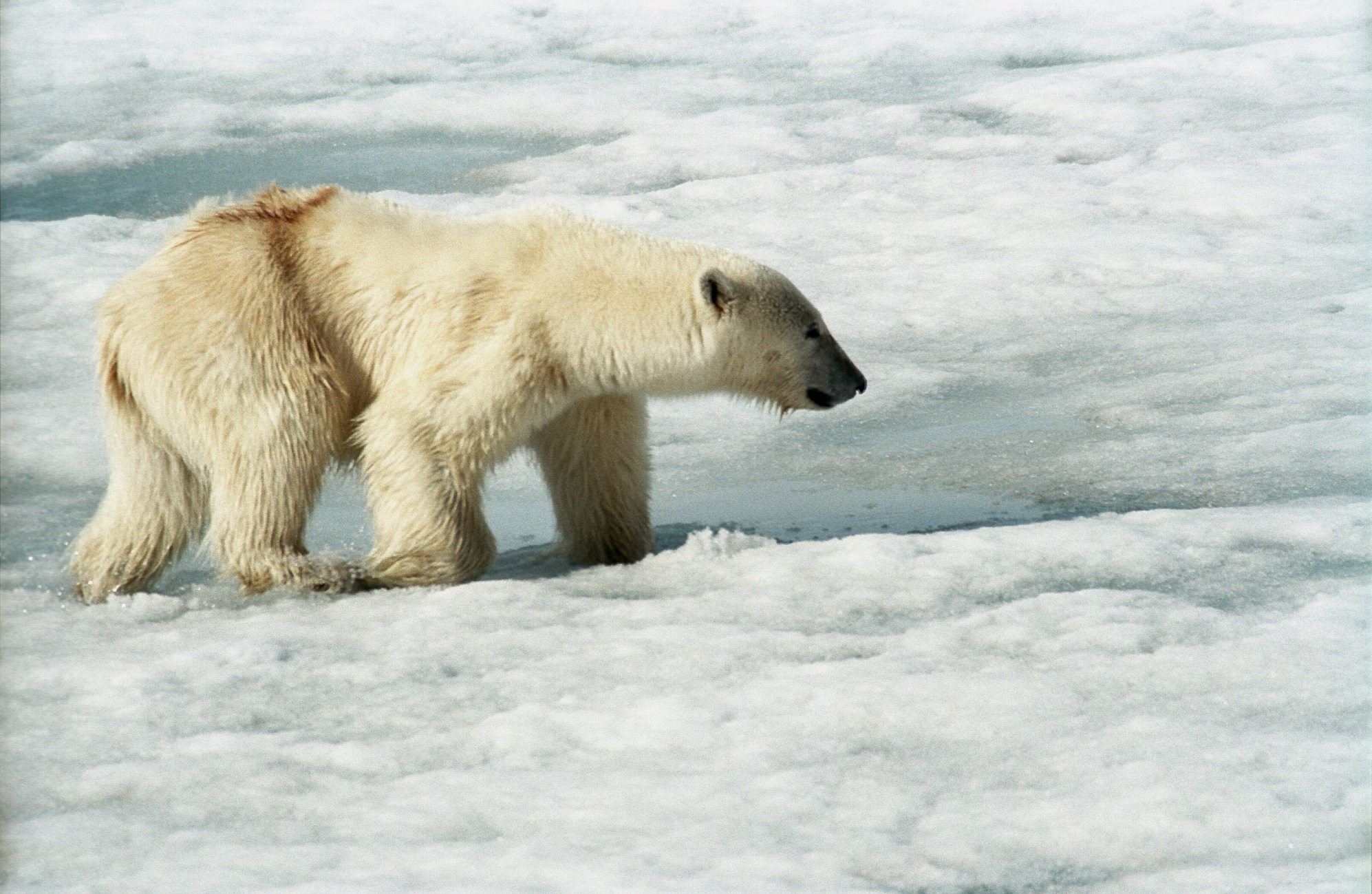
Oso polar.

Además de los humanos, existen cuatro especies de mamíferos que predominan en el archipiélago: el zorro ártico, el oso polar, el reno de Svalbard y el accidentalmente introducido Microtus levis, que sólo se encuentra en Grumant. Los intentos por introducir la liebre polar y el buey almizclero han resultado fallidos. Existen entre 15 y 20 tipos de mamíferos marinos, incluyendo ballenas, delfines, focas y morsas. Además, existen algunos animales domésticos en asentamientos rusos.
Los osos polares son el símbolo de Svalbard y una de sus principales atracciones turísticas. A pesar de estar protegidos, todo aquel que salga de los asentamientos debe llevar consigo un rifle para poder defenderse en caso de que uno de estos animales le ataque. Svalbard y Franz Joseph tienen una población de unos 3000 osos polares, siendo Kong Karl Land la zona de cría más importante, pero la pérdida de hielo debido al calentamiento global, afectan las rutas que siguen para reproducirse y sus hábitos de caza. Por su parte, el reno de Svalbard es una subespecie diferenciada, que a pesar de haber estado en serio peligro de extinción su caza está permitida actualmente junto a la del zorro ártico.
En Svalbard pueden encontrarse unas 30 especies de aves, la mayoría migratorias. El mar de Barents es una de las zonas del planeta con mayor concentración de aves marinas del mundo, llegando a concentrarse unos 20 millones de individuos en verano. Las especies más comunes son el mérgulo atlántico, el fulmar boreal, el arao de Brünnich y la gaviota tridáctila. Dieciséis especies de las que se concentran en la zona están incluidas en la Lista Roja de la UICN.

## Flora
La tundra ártica (con 165 especies de plantas con flor) cubre los terrenos no helados de los valles y las montañas. La nieve no desaparece del terreno hasta finales del solsticio de verano y la estación vegetativa se reduce a unos 90 días. Las plantas son de porte pequeño. La brevedad de la estación vegetativa influye en el ciclo reproductivo, y los mecanismos de reproducción se han adaptado con la autopolinización (autogamia) para paliar la carencia de insectos, también generan semillas sin fertilización y con esquejes.
En la tundra el soporte físico es inestable, las rocas no son adecuadas para enraizar además de la acción de la gravedad, la erosión hídrica y del viento. El 75% de las especies se encuentran en los fiordos y los valles sin hielo del interior. Entre las 165 especies vasculares, 59 son herbáceas, 56 gramíneas y 10 leñosas. No existen árboles ni arbustos. Entre las especies no vasculares hay 260 muscíneas, 82 hepáticas y otras 283 criptógamas diferentes. Con la misma latitud, Groenlandia tan solo cuenta con 122 especies y Nueva Zembla y la Tierra de Francisco José tan solo 74.
De las especies vasculares de Svalbard, 105 se encuentran en Groenlandia oriental, 79 en Tierra de Peary y 63 en Nueva Zembla. 43 especies de Svalbard no provienen del océano ártico sino que son de distribución anfiatlántica. Entre los líquenes la morfología es variada. La forma fruticulosa domina en la tundra, con especies como la Cetraria delisei y Cetraria islandica. La forma crustaceada se da en las especies leciophysama finmarkicum y xanthoria elegans. El guano cubre grandes extensiones y son un "oasis nitrófilo".

## Economía

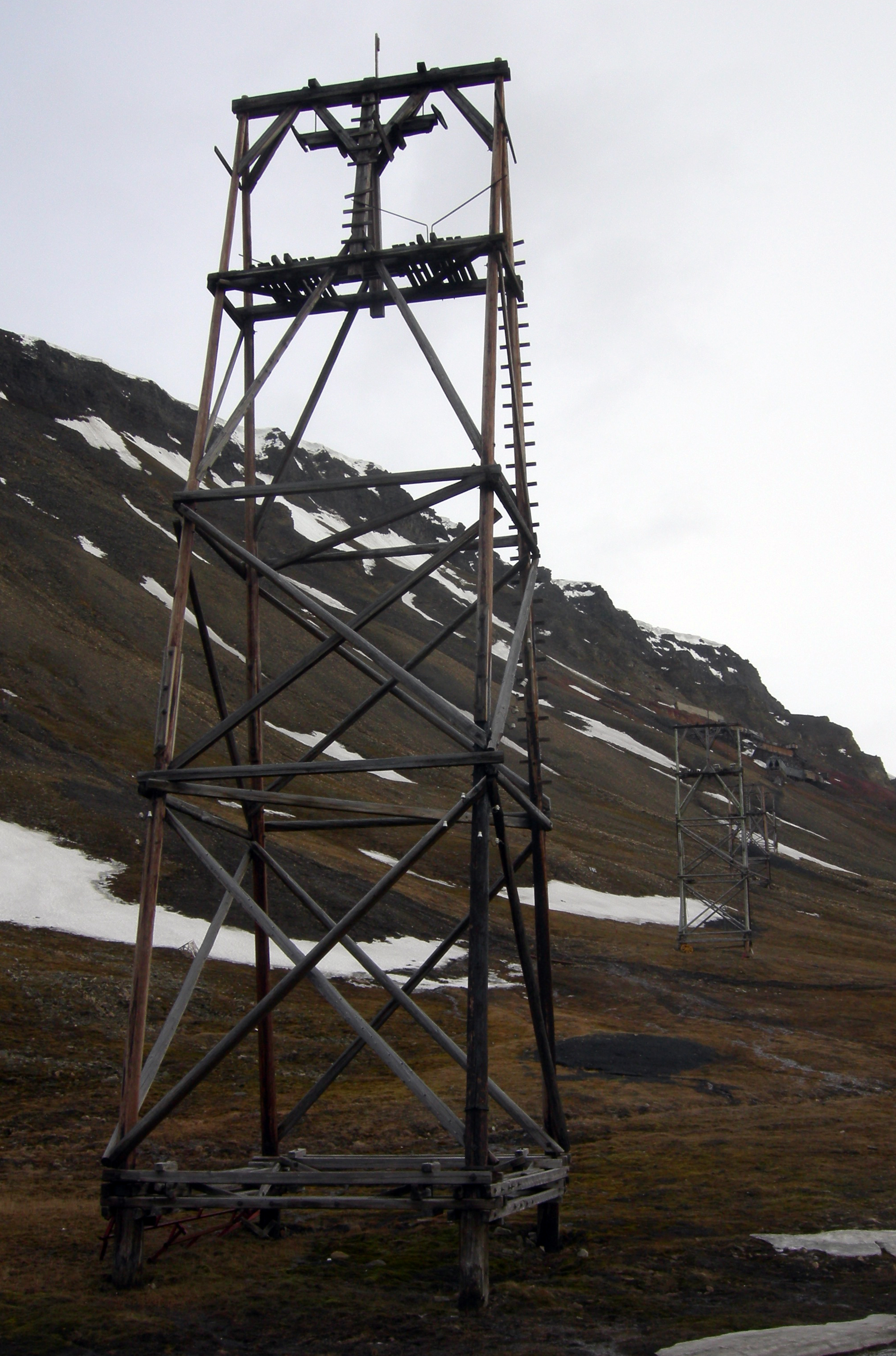
Mina de carbón abandonada ubicada al sur de Longyearbyen.

Las tres principales industrias de Svalbard son el carbón, el turismo y la investigación. En 2007, un total de 484 personas estaban ocupadas en el sector minero, 211 en el sector turismo y 111 en el sector educación. Ese mismo año el sector minero produjo unos ingresos de 2008 millones de NOK (coronas noruegas), el turismo 317 millones de NOK y la investigación 142 millones de NOK. En 2006, los ingresos medios de personas económicamente activas fueron de 494 700 NOK, un 23 % más que los habitantes de la zona continental. Casi todas las viviendas son propiedad de los empleadores e instituciones y se alquilan a sus empleados, siendo escasas las casas en propiedad y en su mayoría de recreo. Por esto, resulta prácticamente imposible vivir en Svalbard sin trabajar para una empresa establecida.
Desde el reasentamiento de población en Svalbard a principios del siglo XX, la explotación de las minas de carbón ha sido la principal industria, tanto para noruegos como rusos, lo cual viene a confirmar la teoría de la tectónica de placas, ya que por razones climáticas actualmente no existen árboles en el archipiélago. Store Norske Spitsbergen Kulkompani, es una subsidiaria del ministerio noruego de comercio e industria y explota las minas de Svea Nord en Sveagruva y Mine 7 en Longyearbyen. La primera produjo en 2008 un total de 3,4 millones de toneladas de carbón, mientras que la segunda usó el 35 % de su producción para la planta eléctrica de Longyearbyen. Desde 2007 no ha habido una explotación significativa por parte de la compañía estatal rusa Arktikugol en Barentsburg. Ha habido prospecciones petrolíferas en tierra sin resultados satisfactorio. Las autoridades noruegas no permiten perforaciones marinas por razones medioambientales y las zonas en las que se realizaron las prospecciones se han declarado protegidas. En 2011 se anunció un plan a 20 años para explotar los recursos marinos petrolíferos y de gas alrededor de Svalbard.
Svalbard ha sido históricamente un centro tanto pesquero como ballenero. Desde 1977, Noruega reclama una zona económica exclusiva alrededor del archipiélago, con 31 688 kilómetros cuadrados de aguas interiores y 770 565 kilómetros de zona económica exclusiva. Noruega mantiene una política pesquera restrictiva en la zona, que es disputada por Rusia. El turismo está enfocado principalmente hacia la naturaleza y está concentrado principalmente alrededor de Longyearbyen. Las actividades incluyen senderismo, piragüismo, rutas por glaciares y cuevas o safaris en motos de nieve o mushing. Los cruceros generan la mayor parte del tráfico marítimo, incluyendo tanto los de recreo como expediciones con principio o fin en Svalbard. El tráfico se concentra principalmente entre marzo y agosto. Las pernoctas en Svalbard se quintuplicaron entre 1991 y 2008, cuando se alcanzaron las 93 000.

## Ciencia e investigación

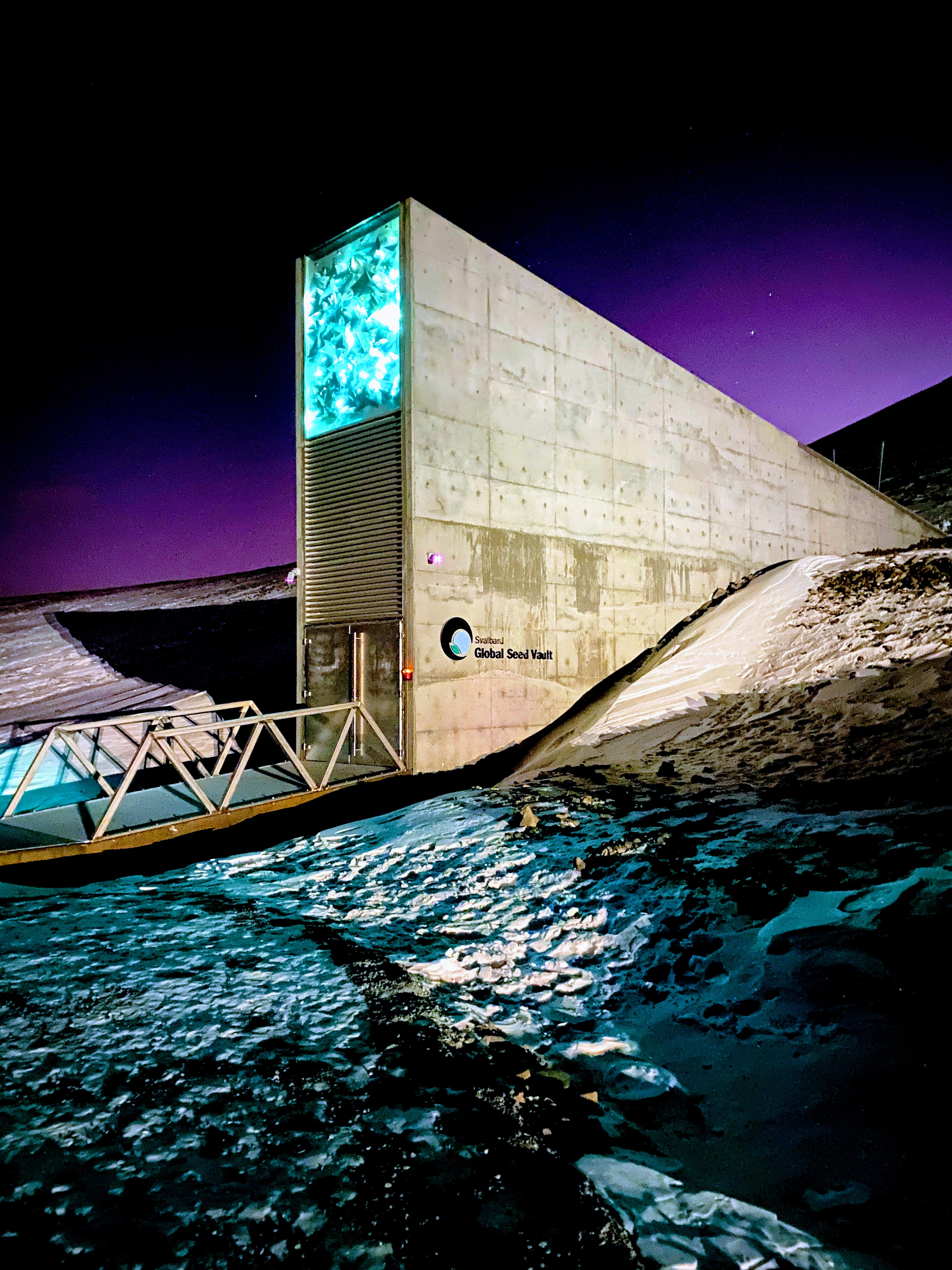
Entrada a la bóveda de semillas al atardecer, destacando su obra de arte iluminada.

La investigación en Svalbard se concentra alrededor de Longyearbyen y Ny-Ålesund, las áreas más accesibles en el alto ártico. Noruega concede permisos a cualquier país para llevar a cabo estudios en Svalbard. Como resultado existen en el archipiélago la estación polar polaca y la estación china Río Amarillo, además de las instalaciones rusas en Barentsburg.
El centro universitario de Svalbard en Longyearbyen ofrece estudios universitarios y de posgrado a 350 estudiantes en diversas ciencias árticas, especialmente biología, geología y geofísica. Los cursos se contemplan como suplementos para los estudios de las zonas continentales. No existen tasas de matrícula y los cursos se dan en inglés, con estudiantes noruegos e internacionales a partes iguales.

### Banco Mundial de Semillas de Svalbard
A finales de 2006, en las cercanías de Longyearbyen (Spitsbergen) se comenzó a construir el Banco Mundial de Semillas (o "Arca" de las semillas), en donde se trata de resguardar a más de 1400 especies de semillas de plantas alimenticias para proteger la biodiversidad, en especial ante cualquier riesgo de catástrofe global. En 2010, a dos años de la inauguración de la Bóveda, se llegó a contabilizar más de 500 000 muestras de semillas, y al menos un tercio de las semillas de los cultivos del mundo.

## Svalbard en la ficción
El archipiélago aparece en la novela de Philip Pullman Luces del Norte. En la Svalbard de la novela viven los Osos Acorazados.
También Spitzbergen aparece como nombre del perro antagonista de la novela de Jack London El llamado de la selva.
En la segunda saga de los Caballeros del Zodiaco, denominada Saga de Asgard, por la descripción dada de Asgard como una isla sobre el círculo polar ártico en el extremo norte de Europa y de cultura nórdica, Asgard correspondería en realidad a Svalbard. El autor de esta serie acostumbraba a poner nombres ficticios a algunos lugares reales, como también hizo con las Islas Fénix, Socotora, Jammu y Cachemira.
En Risk II, continuación del popular juego de tablero Risk, Svalbard es uno de los nuevos territorios junto a Filipinas, Nueva Zelanda, Nunavut, Islas Malvinas y Hawái. En el juego, Svalbard está conectado con Groenlandia y Escandinavia.
En el juego de video Capcom Vs. SNK 2, uno de los escenarios tiene lugar en Barentsburg. Se trata de un escenario cubierto de hielo donde se observa venir un rompehielos.
La serie de TV Fortitude del canal británico Sky está ambientada en Svalbard, aunque se ha rodado en Islandia y Reino Unido.